# Панаева, Авдотья Яковлевна
Авдо́тья (Евдоки́я) Я́ковлевна Бря́нская (наст. фам. Григорьева), в первом браке Пана́ева, во втором браке Головачёва (31 июля (12 августа) 1820, Санкт-Петербург — 30 марта (11 апреля) 1893, там же) — русская писательница и мемуаристка, многолетняя сожительница (1846—1863) поэта Н. А. Некрасова.

## Биография
Родилась в семье артиста Александринского театра Якова Григорьевича Брянского и его жены Анны Матвеевны. При её крещении 2 августа 1820 года в Троицкой церкви при дирекции Императорских театров в Петербурге, восприемниками были князь Александр Александрович Шаховской и актриса Елизавета Сандунова. По настоянию Дидло её некоторое время готовили в танцовщицы. Она окончила Санкт-Петербургское театральное училище, однако её театральная карьера не состоялась: уже в 1837 году она вышла замуж за Ивана Ивановича Панаева, в то время начинающего писателя, и сразу же вошла в круг его литературных друзей.
С 1846 по 1863 год была любовницей Николая Алексеевича Некрасова. Их взаимоотношениями навеян «панаевский цикл» стихотворений (1847—1861) — «неподслащённый, несентиментальный, пронзительный, страстный и трагический рассказ о любви, которая приносит любящим больше страдания, чем радости» (Д. Мирский).

Его связь с г-жой Панаевой, героиней его лучших и оригинальнейших любовных стихов, продолжалась около десяти лет и стала одним из самых известных романов в биографиях русских литераторов. Некоторое время Некрасов и Панаевы жили втроём (ménage à trois) — жоржсандистский либерализм, популярный среди интеллигенции в середине девятнадцатого века. Обоим — и Некрасову, и Панаевой — эта связь доставила гораздо больше страданий, чем радостей.
Дочь от Панаева и два сына от Некрасова умерли в младенчестве.
Разойдясь с Некрасовым, она вышла замуж за А. Ф. Головачёва.
Написала и опубликовала под псевдонимом Н. Н. Стани́цкий ряд повестей и рассказов («Неосторожное слово», «Безобразный муж», «Жена часового мастера», «Пасека», «Капризная женщина», «Необдуманный шаг», «Мелочи жизни»), а также роман «Семейство Тальниковых» (1847). В соавторстве с Некрасовым написала романы «Три страны света» (1848—1849) и «Мёртвое озеро» (1851).
В 1847 году  Некрасов и Панаев выкупили журнал «Современник» и издавали его по 1866 год. Панаева, будучи вовлечена ими в литературную и окололитературную жизнь вокруг редакции журнала, на протяжении многих лет изо дня в день встречалась с самыми известными русскими литераторами. В её доме бывали В. Г. Белинский, А. И. Герцен, И. С. Тургенев, Ф. М. Достоевский, Л. Н. Толстой, И. А. Гончаров, Н. А. Добролюбов, Н. Г. Чернышевский, М. Е. Салтыков-Щедрин, А. Н. Островский, Д. В. Григорович, А. Ф. Писемский, В. А. Слепцов, Ф. М. Решетников. «Трудно назвать большого писателя 1840-х, 1850-х или 1860-х годов, с которым она не была бы знакома. Многие были дружески расположены к ней» (К. И. Чуковский). На даче Панаевых близ Ораниенбаума останавливался во время своей поездки по России Александр Дюма, о чём А. Я. Панаева рассказывает в своих «Воспоминаниях». Александр Дюма в своих известных записках «Путешествие по России» пишет о том, что Панаева «очень отличается женской красотой».
В 1864 году Панаева во второй раз официально вышла замуж за публициста А. Ф. Головачёва, одного из сотрудников «Современника». Их бракосочетание совершилось не ранее конца февраля 1865 г. (фамилией по первому мужу подписан «Договор с А. Я. Панаевой об уступке ею Некрасову своих прав на издание “Современника”...»). Дочь А. Я. Панаевой от второго брака — писательница Евдокия Нагродская.

## «Воспоминания»

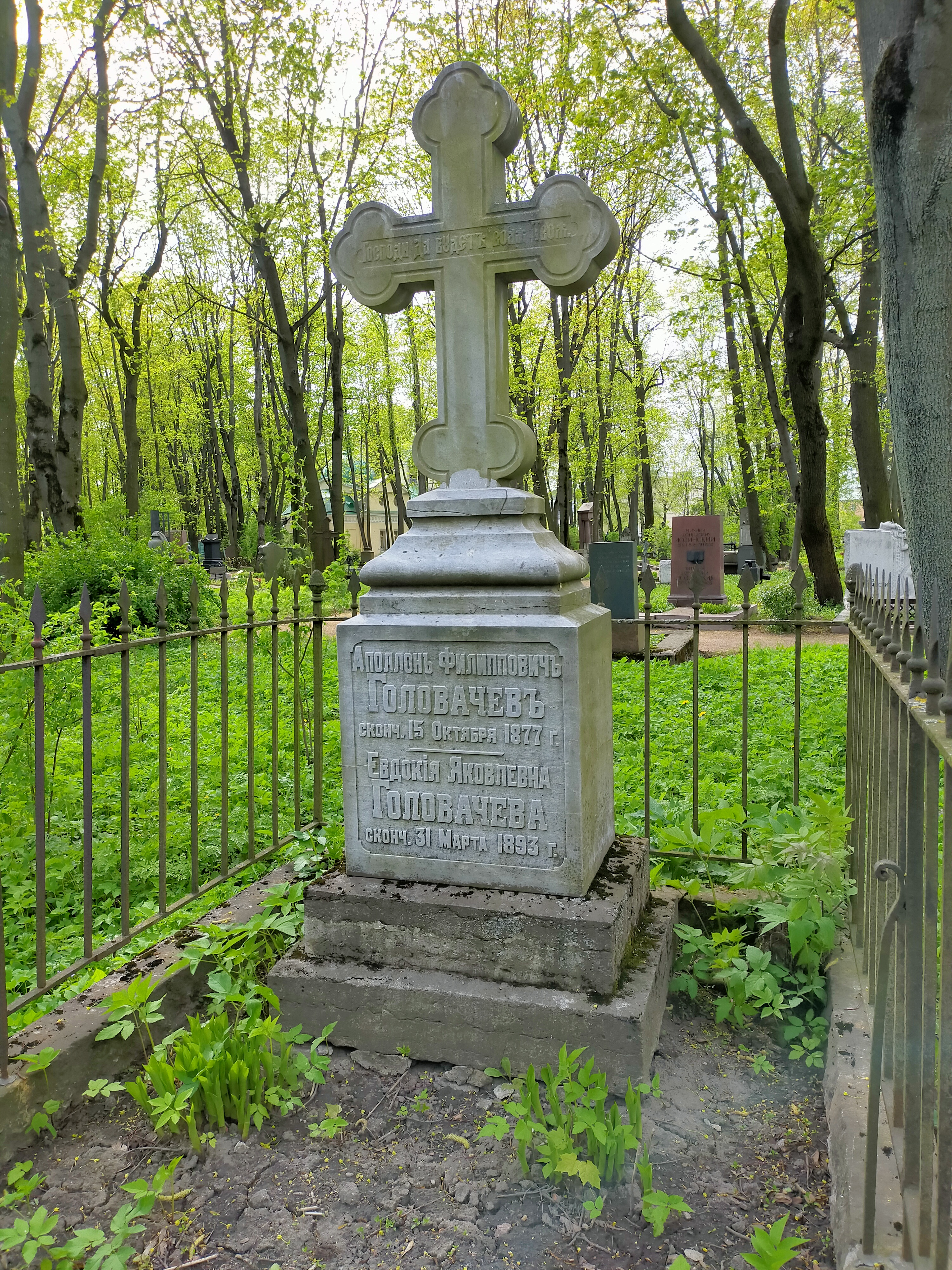
Могила А. Ф. Головачёва и А. Я. Панаевой на Литераторских мостках

«Воспоминания» Панаевой, написанные на склоне дней, являются ценнейшим источником сведений о кружке Белинского и о литераторах, группировавшихся вокруг журнала «Современник». Некоторые из созданных Панаевой мемуарных портретов весьма пристрастны; в частности, приводится много негативной информации о Тургеневе и Полине Виардо, можно сказать, ее воспоминания об И. С. Тургеневе составляют окарикатуренный литературный портрет последнего. Той же тенденцией окрашены ее упоминания об А. А. Краевском, сведения о котором, как и в «Литературных воспоминаниях» И. И. Панаева, и негативны, и чрезвычайно скудны. В создании своего текста мемуаристка ориентировалась на «Литературные воспоминания» И. И. Панаева, что в отношении Краевского наиболее показательно. Недостаточная объективность обоих мемуаристов в отношении А. А. Краевского была отмечена Д. В. Григоровичем в его «Литературных воспоминаниях» и прямо высказана Головачевой (Панаевой) в личном письме (сохр. черновик, было ли письмо отправлено — неизв.). Манера Панаевой устно отзываться об участниках текущих событий также не была лишена тенденциозности и, возможно, додумывания фактов и мотивов.
«Воспоминания» были впервые опубликованы в журнале «Исторический вестник» в 1889 году, в следующем году вышли отдельным изданием, после чего долгое время не переиздавались. Первое комментированное издание вышло в 1927 году в знаменитом советском издательстве «Academia» под редакцией Корнея Чуковского. Во вступительной статье мемуарам дана была чрезвычайно высокая оценка. В советское время они многократно переиздавались, отрывки включались в сборники и хрестоматии.

## Адреса в Санкт-Петербурге
1857—1863 — дом А. С. Норова, позже А. А. Краевского — Литейный проспект, 36.

## Художественная проза (избранное)
- Три страны света (написан совместно с Некрасовым),(Современник, №№ 10—12 1848, №№ 1—5 1849)
- Мертвое озеро (написан совместно с Некрасовым),(Современник, №№ 1—10 1851)
- Мелочи жизни (Современник, №№ 1—4 1854)
- Русские в Италии (Современник, № 2 1858)
- Роман в петербургском полусвете (Современник, №№ 3,4 1860)
- Женская доля (Современник, №№ 3—5 1862)

- Семейство Тальниковых (написана в 1847, предполагалось издание в составе «Иллюстрированного альманаха» 1848 (запрещён цензурой), впервые выпущена отдельным изданием в 1928 издательством Academia)
- Пасека (Современник, № 11 1849)
- Воздушные замки (Современник, № 3 1855)
- Степная барышня (Современник, № 8 1855)
- Портретист (сборник «Для легкого чтения», том 4 1856)
- Домашний ад (Современник, № 9 1857)
- Фантазёрка (Современник, № 9 1864)
- История одного таланта  (1888)

- Неосторожное слово (Современник, № 3 1848)
- Безобразный муж (Современник, № 4 1848)
- Жена часового мастера (Современник, № 2 1849)
- Необдуманный шаг (Современник, № 1 1850)
- Капризная женщина (Современник, № 12 1850)
- Сашка  (Современник, № 12 1861)
- Рассказ в письмах (Современник, № 7 1864)
- Дворняжка
- Петух
- Сироты

- Железная дорога между Петербургом и Москвой (Современник, № 11 1855)

## Книги
- Головачёва А. Я. Воспоминания А. Я. Головачёвой (Панаевой) // Исторический вестник, 1889. — Т. 35. — № 1. — С. 30—66; № 2. — С. 291—333. Архивная копия от 27 декабря 2013 на Wayback Machine, № 3. — С. 541—576. Архивная копия от 27 декабря 2013 на Wayback Machine, Т. 36. — № 4. — С. 34—55; № 5. — С. 276—304; № 6. — С. 531—561; Т. 37. — № 7. — С. 26—52. Архивная копия от 27 декабря 2013 на Wayback Machine, Т. 37. — № 8. — С. 246—270; № 9. — С. 475—498; Т. 38. — № 10. — С. 22—41; № 11. — С. 263—275. Архивная копия от 27 декабря 2013 на Wayback Machine
- А.Панаева. Воспоминания. — М.: «Захаров», 2002. — 448 с. — ISBN 5-8159-0198-9.
- Панаева, Авдотья Яковлевна в библиотеке Максима Мошкова
- А. Я. Панаева. Воспоминания. — М.: Книжный Клуб «Книговек», 2017. — 496 с. — (Литературные памятники русского быта). — ISBN 978-54224-1250-1.
- Данилевская М. Ю. Осколки голограммы: Статьи разных лет / М. Ю. Данилевская. — СПб.: Торгово-Издательский Дом «Скифия», 2022. — 614 с.